# Janusz Świerczowski
Janusz Świerczowski († 1530 in Polen) war ein polnischer Adeliger, Beamter im Staatsdienst und Offizier.

## Leben
Świerczowski war Kastellan von Wiślica sowie Starost von Terebowlja und Lublin. Er nahm im Rang eines Hetmans des königlich-polnischen Hofs am Russisch-Litauischen Krieg 1512–1522 als Untergebener des litauischen Großhetmans Konstantin Iwanowitsch Ostroschski teil. In der Schlacht bei Orscha 1514, neben Wojciech Sampoliński, führte er eine 5.000 Mann starke Kavallerie gegen das Heer des Großfürsten  Wassili III. an.
Er war auch Pächter der königlichen Domäne von Ropczyce, die aus Bratkowice und Mrowla im heutigen Landkreis Rzeszów bestand.
Janusz Świerczowski starb 1530.

## Bemerkungen und Einzelnachweise
1. ↑  Rzeczpospolita vom 25. März 2006, Nr. 72, ORSZA ROK 1514, Bitwa pod Orszą
2. ↑  Laut Paweł Jasienica: Polska Jagiellonów, S. 318, kämpfte er an der Seite Polen-Litauens gegen das Großfürstentum Moskau 1514

| Personendaten    | Personendaten                             |
| ---------------- | ----------------------------------------- |
| NAME             | Świerczowski, Janusz                      |
| KURZBESCHREIBUNG | polnischer Adeliger, Beamter und Offizier |
| GEBURTSDATUM     | 15. Jahrhundert                           |
| STERBEDATUM      | 1530                                      |
| STERBEORT        | Polen                                     |